# Харьковская канатная дорога
Подвесная канатная дорога в Харькове — прогулочная и транспортная система, связывающая улицу Сумскую (в районе кинотеатра «Парк» и завода ФЭД) с микрорайоном Павлово Поле через ЦПКиО им. Горького и Саржин яр.

## Основная информация
Введена в строй в 1971 году. Опор — 18, двуместных пассажирских кабин грузоподъёмностью 180 кг — 124, включая служебную.
Протяжённость трассы от станции «Горпарк» (за кинотеатром «Парк», рядом со станцией детской железной дороги, от которой с 2012 года отделена парковой оградой) до станции «Павлово Поле» (сопряжение улиц Отакара Яроша, 23 Августа и Балакирева, район источника) — 1387 м.
Время маршрута в один конец — 18 минут, за которые пассажир поднимается на высоту от 8 до 26 метров над землей, откуда открывается живописный вид на зелёные массивы парка Горького и Лесопарка (в настоящее время прореженные посёлком элитной застройки и проложенной через отчужденную у парка территорию извилистой автодорогой, над которой проходит маршрут), Шатиловку и Павлово Поле.
Стоимость проезда в один конец по состоянию на май 2017 года составляет 30 гривен, дети ростом до 110 см — бесплатно.

## Назначение
Несмотря на то, что в настоящее время канатная дорога используется преимущественно в качестве аттракциона, проектировалась и изначально использовалась она именно как транспортное средство: ул. Деревянко ещё не была дотянута до Сокольников, а станции метро на Павловом Поле были открыты только в 2004 году. Таким образом канатная дорога позволяла за наименьшее время добраться работникам ХАЗа и ФЭДа с Павлова Поля на место работы.
В 1970-е годы существовали месячные проездные билеты на канатную дорогу.

## Архитектура
Здание посадочной станции «Павлово Поле» (архитектор И. Е. Попов) украшено мозаичным панно В. Я. Савенкова.

## Исторические факты
- В 2006 году в ходе рекламной кампании российско-украинского мобильного оператора «Билайн» большинство кабин было выкрашено в жёлто-чёрную горизонтальную полоску (цвет билайновской пчелы), на других помещены изображения различных предметов с соответствующей раскраской. Полосатые кабинки проездили до 2009 года.
- В июле 2012 года был произведён капитальный ремонт канатной дороги: было заменено 3 км троса, поменяны подвижные части, покрашены и отреставрированы кабинки. Дорога возобновила работу 4 августа[1].

- Следующая радикальная реконструкция состоялась весной 2014 года. Впервые за время существования дороги кабинки были заменены на новые, изготовленные в Днепропетровске, из стеклопластика, на 20 % тяжелее прежних, красного, жёлтого, зелёного и синего цвета[2]. Обновлению подверглась также станция «Парк».
- 1 апреля 2016 года на канатной дороге произошла поломка. Эвакуация пассажиров, застрявших в том числе над болотом, куда невозможно было подвезти лестницы, длилась около трех часов[3].
- 12 сентября 2016 года Харьковская канатная дорога вошла в список 10 лучших подъёмников мира по версии британской газеты «The Guardian».[4]